# Cymbidium hookerianum
Cymbidium hookerianum Rchb.f., 1866 è una pianta della famiglia delle Orchidacee originaria dell'Asia Orientale.

## Descrizione
C. hookerianum è un'orchidea di grandi dimensioni, con crescita epifita oppure litofita.  Presenta pseudobulbi di forma ovoidale allungata, leggermente appiattiti ai lati che portano foglie grandi da 4 a 10 centimetri, di forma lineare-ellittica, ad apice acuto.
La fioritura avviene normalmente dal tardoinverno alla primavera, mediante un'infiorescenza apicale, racemosa,  molto robusta, un po' appiattita, lunga fino a 70 centimetri, da arcuata a pendente portante da 6 a 15 fiori. Questi sono molto appariscenti, grandi fino a 14 centimetri, molto profumati e presentano sepali e petali di forma ovato ellittica di colore verde e labello  trilobato a lobi rialzati di colore bianco maculato di rosso scuro

## Distribuzione e habitat
C. hookerianum cresce in Asia, e più precisamente nella regione Himalayana, nello stato indiano del Sikkim oltre che nel Nepal e nel Bhutan, in fitte foreste umide o foreste sempreverdi di querce sui cui alberi cresce epifita, oppure cresce litofita su rocce ricoperte di muschio negli stessi ambienti a quote comprese tra 1500 e 2600 metri sul livello del mare.

## Sinonimi
Cymbidium giganteum var. hookerianum (Rchb.f.) Desbois, 1893

Cymbidium grandiflorum Griff., 1851, nom. illeg.

Cymbidium grandiflorum var. punctatum Cogn., 1893

Cyperorchis grandiflora Schltr., 1924

## Coltivazione
Questa specie è meglio coltivata in vasi contenenti terriccio fertile, con buona disponibilità di luce, anche se non ai raggi diretti del sole, con temperature fresche a umidità abbondante per tutto l'anno, durante la fioritura è consigliabile aumentare un po' la temperatura.